# Time Is on My Side/Congratulations
Time Is on My Side/Congratulations è il quinto singolo dei The Rolling Stones pubblicato negli USA nel 1964.

## Tracce
Lato A
1. Time Is on My Side – 2:50 (Norman Meade, Jimmy Norman))

Lato B
1. Congratulations – 2:55 (Mick Jagger, Keith Richards)